# 八両金
八両金（英語：Bobby Yip，1954年1月15日—），原名葉競生，香港男演員，1990年代透過演藝訓練班而加入電影圈，1990年代末至2000年代中期曾為亞洲電視拍攝劇集。現多把工作重心轉移至中國內地。

## 背景
八両金生於福建泉州市，在當地長大和上學。他小學階段曾加入文化大革命時期的學生組織紅小兵。18歲開始申請入伍參軍，但到了19歲時因已超過年齡上限，加上是印尼華僑，所以未能成事。他後來當過地盤工人和商人。來到香港后，便通過參加演藝訓練班而入行，當上電影演員。其首部參與的電影為1993年的《廉政第一擊》飾演殺手，但未為人熟悉。他曾在雜誌訪問中提及，由羅慧娟主演的《機密檔案實錄火蝴蝶》（1993年）是他的首部在演員表上出現名字的電影。但直至參與周星馳電影《食神》之演出後八両金才人氣急升，之後周星馳電影《算死草》、《行運一條龍》、《喜劇之王》也有份演出。其一般都是扮演醜角，即使只有少許戲段演出，已為觀眾留下深刻的印象。
他曾因在亞洲金融風暴期間投資股票失利而頓陷困境，使妻子離他而去，剩下他和一個兒子。直至2014年，由於妻子突然現身尋子，八両金才放下怨恨讓母子重逢，現在一家團圓。八両金和兒子居於北角城市花園，現多於中國大陸登台演出。
2020年6月，八両金與約2600名文藝界從業者聯署支持港版國安法。

## 電影
- 1993年 廉政第一擊 飾 殺手
- 1993年 機密檔案實錄火蝴蝶
- 1994年 賭神2（客串）
- 1994年 神探摩轆
- 1994年 新邊緣人
- 1994年 死亡監獄
- 1994年 弱殺
- 1994年 非常偵探
- 1994年 運財童子
- 1995年 南洋十大邪術（客串）
- 1995年 鼠膽龍威
- 1996年 危險任務
- 1996年 旺角風雲 飾 的士司機
- 1996年 旺角揸fit人
- 1996年 金裝香蔗俱樂部
- 1996年 伊波拉病毒（客串）
- 1996年 食神 飾 鵝頭手下
- 1997年 算死草 飾 陪審團
- 1997年 愛您愛到殺死您
- 1997年 對不起，隊冧你
- 1998年 超時空要愛 飾 許靖
- 1998年 行運一條龍 飾 吳留手
- 1998年 古惑仔情義篇之洪興十三妹（客串）
- 1999年 喜劇之王 飾 Pierre
- 1999年 千王之王2000 飾 聾五
- 2007年 心想事成 飾 大舊金
- 2007年 雙子神偷 飾 苗人鳳
- 2011年 我愛HK開心萬歲
- 2011年 勁抽福祿壽
- 2014年 Delete愛人 飾 溫特福（變身後）
- 2015年 一路有殭屍
- 2015年 港囧

## 電視劇
亞洲電視
- 1999年 肥貓正傳II 飾 游大海
- 2000年 快活谷 飾 小龍
- 2004年 爸爸兩邊走 飾 白両金
- 2005年 爸爸向前走 飾 白両金
- 2005年 危險人物香港梟雄 飾 大蝦
- 2006年 香港奇案實錄之重裝悍匪 飾 陳宗巨

有線電視
- 2013年 掃毒大家庭 飾 吳識修（客串、電視趣劇）

無綫電視
- 2013年 超級無敵獎門人 終極篇 第25集

## 网络节目
- 暴走大事件 第二季 03 （客串）

## 外部連結
- 八両金的Facebook專頁
- 八両金的新浪微博
- 《八両金：天理何在？》，載於《大學線》第45期